# 岳坊镇
岳坊镇，是中华人民共和国安徽省亳州市蒙城县下辖的一个乡镇级行政单位。

## 行政区划
岳坊镇下辖以下地区：
岳东村、岳坊寺村、葛寒寨村、代尧村、胡寨村、母集村、姜饭棚村、牛王村、金牛村、翟湖村、于庙村和冯庙村。